# Friedrich Helfferich
Friedrich G. Helfferich (* 13. April 1845 in Neustadt an der Haardt; † 16. Mai 1917 ebenda) war ein deutscher Textilfabrikant im heutigen Neustadt an der Weinstraße.

## Leben
Friedrich Helfferich war Sohn des katholischen Kaufmanns Carl Helfferich (* 1817 in Dülken; † 18. Mai 1888) und der evangelischen Apothekertochter Eleonore Schoppmann (* 31. Juli 1812 in Rhodt unter Rietburg; † 9. April 1855 in Neustadt an der Haardt. Friedrichs Eltern heirateten evangelisch am 11. September 1844 in Neustadt an der Haardt. In der Stadt am Ausgang des Speyerbachtales besuchte Friedrich nach der Volksschule den Realkurs der hiesigen Lateinschule. Bei der Reichstagswahl 1898 kandidierte er im Reichstagswahlkreis Pfalz (Bayern) 2, schied aber bereits im ersten Wahlgang aus.
Friedrich Helfferich heiratete im Jahr 1871 Auguste (Juliana Luisa Augusta) Knoeckel (* 29. September 1847 ebenfalls in Neustadt; † 24. April 1924 bei dem Eisenbahnunfall von Bellinzona), Tochter des Neustädter Papierfabrikanten Johann Philipp Jakob Knöckel und der Emilie Zepelius. Die Familie hatte sieben Kinder. Im Jahr 1900 wurde Helfferich der Titel „kgl. bayer. Kommerzienrat“ verliehen. Friedrich Helfferich starb im 73. Lebensjahr.

## Wirkwaren- u. Trikotagenfabrik F. Helfferich

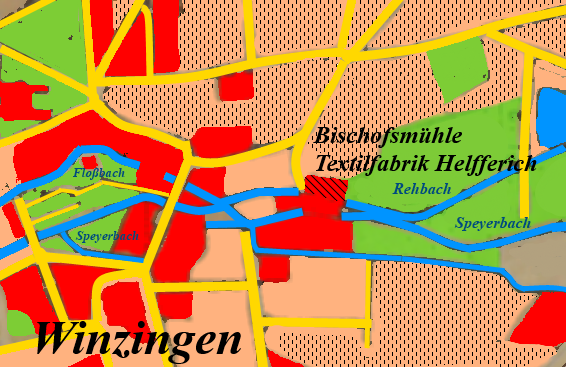
Lage Textilfabrik F. Helfferich 1925

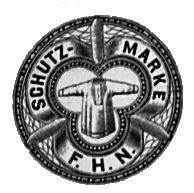
Schutzmarke Mechanische Trikotwarenfabrik Friedrich Helfferich Neustadt um 1900

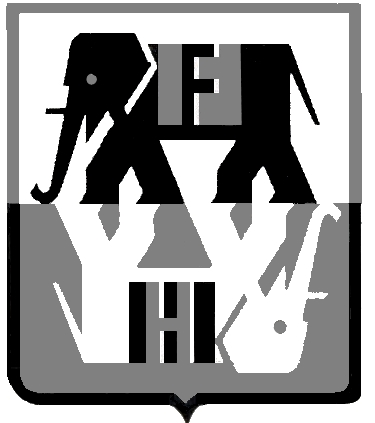
Wappenlogo Textilfabrik F.Helfferich 1929

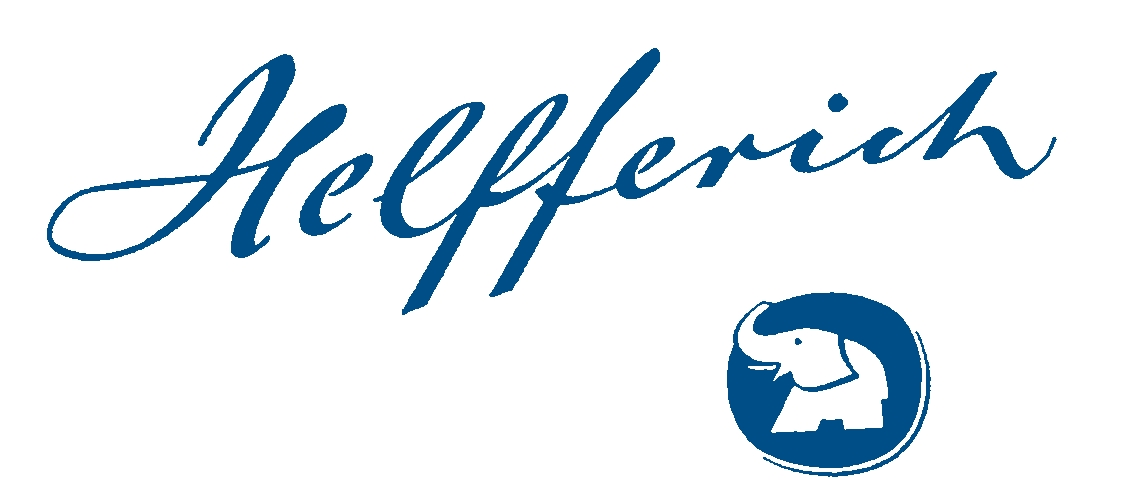
Wäschezeichen Helfferich seit 1952

Friedrich Helfferich kaufte 1871 gemeinsam mit seinem Partner Jacob Engelmann eine 1852 von Ludwig Ziegler in der Innenstadt von Neustadt gegründete mechanische Weberei, die Helfferich 1879 vollständig übernahm und mehrfach erweiterte. Um die Jahrhundertwende wurde in Winzingen (Neustadt) mit dem Umbau und der Erweiterung ehemaligen Bischofsmühle (Riehl’sche Mühle) die neue Wirkwaren- und Trikotagenfabrik Helfferich mit einer Dampfpumpe, einem Dampfkessel und einer Dampfmaschine der Firma G. Kuhn, Stuttgart-Berg, eingerichtet, 1903 kam eine Francis-Turbine der Firma J. M. Voith, Heidenheim hinzu.
Sohn August stieg 1894 und Sohn Philipp in die Firma ein. Philipp war seit 1907 für die Organisation des Verkaufs und des Versandes zuständig, August nach dem Tod von Friedrich Helfferich 1917 für die technische Leitung der Fabrik. Um Aufträge für Hochzeiten zu erledigen, hatte die Textilfabrik annähernd 700 Beschäftigte. Kurz vor dem Ersten Weltkrieg erfolgte ein weiterer Ausbau der Fabrik. Nach dem Krieg stellte sie auf Kunstseide um. 1924 wurde die Firma in eine Aktiengesellschaft umgewandelt und zehn Jahre später weiter ausgebaut. Nach dem Zweiten Weltkrieg erfolgte dann die Umstellung auf vollsynthetische Faser. Für den Vertrieb von Wirkwaren und ähnlichen Erzeugnissen wurde die Tochtergesellschaft Pfälzisches Trikothaus G. m. b. H., Neustadt (Weinstraße) gegründet, die 1998 aufgelöst wurde.
Rolf Helfferich (* 1905), ein Enkel von Friedrich Helfferich und Sohn von Philipp Helfferich, trat 1929 in die Firma ein und leitete die Firma bis zur Auflösung der Aktiengesellschaft und dem Verkauf 1968 an G. J. Schober. Ein weiterer Enkel Friedrich Helfferichs und Sohn von August Helferich, Karl-August Helfferich, trat vermutlich in den 1950er Jahren in die Firma ein. Die 1856 in Stuttgart gegründete G. J. Schober GmbH gab 1974 ihren Standort Stuttgart auf und verlegte Verwaltung und Produktion ganz nach Neustadt, stellte jedoch in den 1980er Jahren die Produktion ein. 1992 wurde die ehemalige Textilfabrik gesprengt.

## Nachkommen
Kinder:
- Karl Helfferich (1872–1924), Nationalökonom, Bankier und nationalistischer Politiker (DNVP)
- Philipp Helfferich (1874–1955), 1904 Miteigentümer und Direktor der Fabrik F. Helfferich, Stadtrat und Vorsitzender der DDP Pfalz, Kommerzienrat, 1934 Leiter der Fachgruppe, 1939 Leiter der Verteilungsstelle für Wirkerei und Strickerei in Berlin[6]
- Emilie Helfferich, (1875–1958)[2]
- August Helfferich (1876–1958), 1906 Miteigentümer der Fabrik F. Helfferich, Stadtrat, DDP Neustadt an der Haardt, dann NSDAP, Kommerzienrat, Bundesverdienstkreuzträger[11]
- Emil Helfferich (1878–1972), Südostasienkaufmann, Staatsrat, NSDAP, Vorsitzender der HAPAG; Bundesverdienstkreuzträger
- Theodor Helfferich (1880–1931), Vertrauensmann der Kaiserlichen Marine in Niederländisch-Indien.[1]
- Wilhelm Helfferich (1882–1958), Dipl. Ingenieur, Direktor der Joseph-Vögele-AG

Enkel:
- Friedrich Georg Helfferich (1922–2005), Sohn von Karl Helfferich, promovierter Naturwissenschaftler und Professor in den USA